# Thaumalea libanica
Thaumalea libanica är en tvåvingeart som beskrevs av Edwards 1932. Thaumalea libanica ingår i släktet Thaumalea och familjen mätarmyggor.
Artens utbredningsområde är Libanon. Inga underarter finns listade i Catalogue of Life.